# 幸せって何だっけ 〜カズカズの宝話〜
『幸せって何だっけ 〜カズカズの宝話〜』（しあわせってなんだっけ カズカズのほうわ）は、2004年11月5日から2008年3月14日までフジテレビ系列で毎週金曜日19:57 - 20:54に放送されていた人生相談・バラエティ番組である。細木数子と徳光和夫が番組の軸だった。

## 概要
2003年『ネプリーグ』や『有名人の開運カフェ』、『細木数子の人生ダメだし道場』から続き、これらの番組の内容をリニューアルしレギュラー化。
番組タイトルの由来は、番組コンセプト「もう一度原点に戻り、幸せについて真面目に考える番組」。「〜カズカズ〜」の部分の由来は、司会の細木数子の「数」と徳光和夫の「和」とも言われている。なお、当初は仮タイトルとして『細木数子の日本ダメ出し道場』が挙げられていた。
視聴率は比較的高水準で推移し、時間帯1位になることも多かった。一方で、「〜しなければ地獄に落ちる」等の発言に対して放送倫理・番組向上機構 (BPO) 等に多数の批判意見が寄せられた。
番組最高視聴率は2006年12月15日放送の20.6%（関東地区・ビデオリサーチ社）。
2008年、細木が本業の仕事に専念するため、TBS系列の細木メインの番組『ズバリ言うわよ!』と共に、3月で終了することが決定し、同年1月18日の放送でその旨を公表した。最終回は2時間の拡大版で放送され、これまでのゲストを迎えたトークとレシピの総集編・傑作集を放送。視聴率は17.5%（関東地区）であった。
放送期間3年5カ月はフジテレビ金曜夜8時枠の1時間番組としては最長記録である。

### エピソード
- 2004年12月24日、東京のテレビ局の方針を嫌うやしきたかじんが出演し、在京キー局の全国ネット番組で23年振りに歌を披露した。また、たかじんは在京キー局のアナウンサー経験者との共演を原則しない方針である中、日本テレビ出身者の徳光と最初で最後の貴重な共演を果たした。
- 2005年1月、「細貝数の子の逆ダメ出し」のコーナーでカレンダーのプレゼントに対して4万通に及ぶ応募があったが、そのうち2000通に宛先間違いがあった。
- 2005年夏、当時ライブドア社長の堀江貴文を占った際、堀江を「日本を変える良い魂と腹を持っている」と応援した。
- 2005年11月下旬に、細木がニワトリの卵に対する問題発言（「鶏に薬を使って1日に何個も産ませている」など）を行い、養鶏業界からクレームがついた。フジテレビは謝罪し、2006年1月20日放送分で細木が実際に養鶏現場を見学し和解に至った。しかし、細木本人による番組内での謝罪は無く、自分の名前を使った卵を販売すれば儲かると業者に対して言い放った。
- 2006年11月24日、元チェッカーズの鶴久政治が出演し、細木から「最近作ろうとしているメロディは?歌ってよ」とリクエストされ、未発表の新曲として「THE WIND KNOWS MY NAME」を歌った。細木は「太鼓判押す。絶対ヒットする」と絶賛したが、実際は2005年3月に発売済であった。

## 出演者
（）内は六星占術での分類。
- 細木数子（土星人+）
- 徳光和夫（水星人-）
- ネプチューン
  - 名倉潤（金星人+、霊合星人）
  - 原田泰造（天王星人+）
  - 堀内健（木星人-）
- 要潤（土星人-）
- ナレーション：福ノ上達也（木星人+）

代役出演（過去の出演者）
- 高知東生（木星人+、2004年11月19日、徳光和夫の代役）
- IZAM（火星人+、2007年4月13日放送分ゲスト、2007年5月11日 - 6月8日放送分、要潤の代役）
- 中村優一（D-BOYS、火星人-、2007年7月13日放送分、原田泰造の代役）

## 主なコーナー
心で読む 世界のニュース→心で読む 話題のニュース（2006年4月にタイトル変更）
旬の宝話（ほうわ）に代わり、2005年1月から登場。ニュースを徳光・ネプチューン・要が1つずつ紹介し、そのうちニュースの1つを細木が選び解説する。
ゲスト鑑定・幸せの宝法（ほうほう）
毎回ゲストを呼び、細木が鑑定してアドバイスするコーナー。TBSで放送されている『ズバリ言うわよ!』の1コーナー・「運命のカルテ」と違い、原則としてゲストは男性限定であることが特徴だが、2007年以降は女性ゲストが出演することもあった。
悩める人の駆け込みトラック〜嘆きの穴〜
視聴者から葉書で寄せられた相談に細木がアドバイスするコーナー。2011年5月から9月までTBSの『爆問パワフルフェイス!』にてこれの踏襲企画が放送されていた。
細木数子のこだわりレシピ→細木数子の幸せのレシピ
メニューは服部栄養専門学校の考案だが、番組では細木自身が考えたものとしていた。
このコーナーが番組内での毎分視聴率が高いこともあり、不定期で視聴率ランキングを行う場合もあった。放送内から選出したシーンを集めたDVDがこれまで4巻発売されている。
よい子の学園
2005年10月7日と2006年1月6日と2006年3月24日の2時間拡大版で放送。細木が小学校低学年以下の児童に給食等の授業を行った。なお、要と原田、ナパチャット（名倉）も一応生徒役。態度が悪い生徒は細木に怒られた。
細貝数の子の逆ダメ出し
堀内扮する細貝数の子が、細木と徳光に対して放送中に引っかかる箇所（言動・幸せのレシピ等でのリアクション）をダメ出しした。ちなみに細木・徳光と共に同席したゲストはやしきたかじんと志村けんと天童よしみの3人である。またこのコーナーには男性ゲスト（片岡鶴太郎、長井秀和等）が細貝数の子の姉・妹・従姉妹と称して登場したこともあった。
女の要（かなめ）
女性の流行を要が紹介していくコーナー。しかし、取り上げられる流行に対して細木が激怒するケースが多かったため、途中で廃止になった。コーナーナレーションは濱田マリ。
旬の宝話（ほうわ）

## 最終回時点でのスタッフ
- 制作：吉田正樹
- 構成：伊東雅司／小笠原英樹、松井洋介、笹川勇、小野寺雅之、川野将一、竹内真里、原澤貴則
- ブレーン：山田美保子
- 美術制作：井上明裕
- セットデザイン：山本修身
- 美術進行：石田博己
- 大道具：生方正人
- アクリル装飾：永山淳
- 特殊装置：枝茂孝
- 生花装飾：小柳幸絵
- 視覚効果：飯塚生臣
- メイク：東まり子
- タイトル：佐々木千代乃
- CG：アイブリックスタジオ
- TP：高瀬義美
- SW：藤江雅和
- カメラ：横山政照、白石利彦
- 映像調整 : 原啓教、田中武
- 音声：加瀬悦史、宮下貴志
- 照明：和田智裕、秋山貞男
- VTR編集：浜野元久、澤田成樹、田部章裕
- MA：長田浩幸
- 選曲・音効：高田智彰
- タイムキーパー：山口奈保美
- 編成：立松嗣章
- 広報：植村綾
- ディレクター：原武範、萩森豪、西古屋竜太、太田憲一、逸見忠利、真田大輔／石川陽（ディレクター→演出）
- プロデューサー：朝妻一、滝本豊
- 演出：武島義之
- チーフプロデューサー：宮道治朗
- 技術協力：ニユーテレス、FLT、共同テレビジョン、バンエイト、IMAGICA
- 収録スタジオ：テイクスタジオ
- 制作協力：細木数子事務所、ワタナベエンターテインメント、NEXTEP、三慶サービス、オザキガスレンジ
- 制作：フジテレビバラエティ制作センター
- 制作著作：フジテレビ

### 過去のスタッフ
- プロデューサー：古賀憲一、松尾利彦、高橋正秀
- AP：坪井貴史
- ディレクター：立浪仁志、武田誠司、藤掛匡史、荒木慶太
- 広報：正岡高子
- 大道具：原卓也
- 特殊装置：福田隆正
- 生花装飾：玉木久美子
- 衣装コーディネート：橋本稔子（エルフ・エージェンシー）
- CG：オフィス・ディー・レンジ
- 収録スタジオ:ARIAKE Studio（放送開始 - 2006年3月まで）
- 制作協力：日本テレワーク

## ネット局・放送時間
| ネットワーク                  | 放送対象地域   | 放送局                    | 放送時間           |
| ----------------------------- | -------------- | ------------------------- | ------------------ |
| フジテレビ系列                | 関東広域圏     | フジテレビ（CX、製作局）  | 金曜 19:57 - 20:54 |
| フジテレビ系列                | 北海道         | 北海道文化放送（UHB）     | 金曜 19:57 - 20:54 |
| フジテレビ系列                | 岩手県         | 岩手めんこいテレビ（MIT） | 金曜 19:57 - 20:54 |
| フジテレビ系列                | 宮城県         | 仙台放送（OX）            | 金曜 19:57 - 20:54 |
| フジテレビ系列                | 秋田県         | 秋田テレビ（AKT）         | 金曜 19:57 - 20:54 |
| フジテレビ系列                | 山形県         | さくらんぼテレビ（SAY）   | 金曜 19:57 - 20:54 |
| フジテレビ系列                | 福島県         | 福島テレビ（FTV）         | 金曜 19:57 - 20:54 |
| フジテレビ系列                | 新潟県         | 新潟総合テレビ（NST）     | 金曜 19:57 - 20:54 |
| フジテレビ系列                | 長野県         | 長野放送（NBS）           | 金曜 19:57 - 20:54 |
| フジテレビ系列                | 静岡県         | テレビ静岡（SUT）         | 金曜 19:57 - 20:54 |
| フジテレビ系列                | 富山県         | 富山テレビ（BBT）         | 金曜 19:57 - 20:54 |
| フジテレビ系列                | 石川県         | 石川テレビ（ITC）         | 金曜 19:57 - 20:54 |
| フジテレビ系列                | 福井県         | 福井テレビ（FTB）         | 金曜 19:57 - 20:54 |
| フジテレビ系列                | 中京広域圏     | 東海テレビ（THK）         | 金曜 19:57 - 20:54 |
| フジテレビ系列                | 近畿広域圏     | 関西テレビ（KTV）         | 金曜 19:57 - 20:54 |
| フジテレビ系列                | 島根県・鳥取県 | 山陰中央テレビ（TSK）     | 金曜 19:57 - 20:54 |
| フジテレビ系列                | 岡山県・香川県 | 岡山放送（OHK）           | 金曜 19:57 - 20:54 |
| フジテレビ系列                | 広島県         | テレビ新広島（TSS）       | 金曜 19:57 - 20:54 |
| フジテレビ系列                | 愛媛県         | テレビ愛媛（EBC）         | 金曜 19:57 - 20:54 |
| フジテレビ系列                | 高知県         | 高知さんさんテレビ（KSS） | 金曜 19:57 - 20:54 |
| フジテレビ系列                | 福岡県         | テレビ西日本（TNC）       | 金曜 19:57 - 20:54 |
| フジテレビ系列                | 佐賀県         | サガテレビ（STS）         | 金曜 19:57 - 20:54 |
| フジテレビ系列                | 長崎県         | テレビ長崎（KTN）         | 金曜 19:57 - 20:54 |
| フジテレビ系列                | 熊本県         | テレビくまもと（TKU）     | 金曜 19:57 - 20:54 |
| 日本テレビ系列 フジテレビ系列 | 大分県         | テレビ大分（TOS）         | 金曜 19:57 - 20:54 |
| フジテレビ系列                | 鹿児島県       | 鹿児島テレビ（KTS）       | 金曜 19:57 - 20:54 |
| フジテレビ系列                | 沖縄県         | 沖縄テレビ（OTV）         | 金曜 19:57 - 20:54 |
| 日本テレビ系列                | 山梨県         | 山梨放送（YBS）           | 土曜 16:30 - 17:30 |
| TBS系列                       | 山口県         | テレビ山口（tys）         | 火曜 14:55 - 15:50 |

| フジテレビ系列 金曜夜8時枠                                               | フジテレビ系列 金曜夜8時枠          | フジテレビ系列 金曜夜8時枠                                |
| 前番組                                                                   | 番組名                              | 次番組                                                    |
| ------------------------------------------------------------------------ | ----------------------------------- | --------------------------------------------------------- |
| ザ・ジャッジ! 〜得する法律ファイル ※『ザ・ジャッジEX』として19時台に移動 | 幸せって何だっけ 〜カズカズの宝話〜 | 金曜プレステージ ※21 - 22時台から引き上げ (19:57 - 21:49) |